# Њу Олбани (Индијана)
Њу Олбани (енгл. New Albany) град је у америчкој савезној држави Индијана.

## Демографија
По попису из 2010. године број становника је 36.372, што је 1.231 (-3,3%) становника мање него 2000. године.
| Група             | 2000.          | 2010.          |
| Белци             | 33.622 (89,4%) | 30.615 (84,2%) |
| Афроамериканци    | 2.607 (6,9%)   | 3.159 (8,7%)   |
| Азијати           | 159 (0,4%)     | 248 (0,7%)     |
| Хиспаноамериканци | 512 (1,4%)     | 1.338 (3,7%)   |
| Укупно            | 37.603         | 36.372         |